# Río Otoskwin
El río Otoskwin es un río en Ontario, Canadá. Este río, que alguna vez fue parte de una importante ruta de comercio de pieles hacia la Bahía James, es un importante afluente del río Attawapiskat a través del lago Attawapiskat.
El nombre indígena «Otoskwin» significa «codo».
Una sección contigua del río Otoskwin desde el lago Otoskwin hasta su desembocadura en el lago Attawapiskat está protegida dentro del parque provincial del río Pipestone y el parque provincial del río Otoskwin-Attawapiskat.

## Geografía
La fuente del río Otoskwin está en el Escudo Canadiense al este del lago Cat en la altura de la tierra entre las cuencas hidrográficas de los ríos Attawapiskat y Albany. Fluye predominantemente en dirección este, y con frecuencia se ensancha en lagos que están separados por tramos cortos de arroyos con muchos rápidos y cascadas. Fluye a través de una región de colinas bajas de granito, mezcladas con áreas considerables de pozos de musgo.
Después del lago Badesdawa, el río fluye en dirección noreste hasta el lago Ozhiski, a través de tierras cubiertas por fuertes depósitos de deriva glacial, a menudo entre 50 y 60 pies (15,2 y 18,3 m) de espesor, formando crestas que se elevan de 70 a 100 pies (21,3 a 30,5 m) por encima del nivel general en algunos lugares, con áreas de pozos de musgo y pisos bajos cubiertos de arena entre ellos. Los árboles forestales dominantes son el abeto negro, el alerce y rodales ocasionales de abeto blanco, así como el álamo balsámico y el álamo temblón, con pino Banksian y abedul blanco en algunas de las crestas.
En el lago Ozhiski, el río Otoskwin continúa hacia el norte durante 15 millas (24,1 km) a través de muchos rápidos fuertes con una tasa de flujo promedio alta. El río Pineimuta ingresa al Otoskwin desde el norte y casi duplica su volumen. Volviendo al este durante 20 millas (32,2 km), el río entra en el extremo occidental del lago Kabania y luego 2 millas (3,2 km) al este del lago Kabania, el río desemboca en el lago Attawapiskat.